# Монах
Монах (жен. монахиња; грч. μοναχός — „усамљеник”) или калуђер (жен. калуђерица), обично је припадник религијске заједнице, који живи у складу са завјетом (заклетвом), води аскетски начин живота или у оквиру монашке заједнице (братства), или у самоћи. Монаси живе у манастирима, пустињама или лаврама.
Стари српски називи су били и чрноризац (данас црноризац), чрнац, чрнци, по црној ризи - одећи и инок (усамљеник). Погрдни назив био је расодер.
Институт монаштва карактеристичан је за хришћанство, хиндуизам, ђаинизам и будизам. Понекад се дервиши сматрају монасима — али то је дискутабилно, јер постоје формалне разлике — дервиши се могу вјенчати, живјети у својим домовима и живјет свој начин живота. Монаси су се појавили средином 1. миленијума прије н. е. у будизму, од 3. вијека н. е. монаштво се појавило у хришћанству (монаха нема у протестантизму).
Традиционално се за осниваче хрићанског монаштва сматрају египатски аскетски свеци: Павле Тивејски (умро око 341), Антоније Велики и Пахомије на истоку. На западу су то Атанасије Александријски и Мартин Турски.